# Francisco Martín Arencibia
Francisco Martín Arencibia (Alquízar, Cuba, 28 de diciembre de 1912-Las Palmas de Gran Canaria, 28 de febrero de 2004) fue un jugador de fútbol cubano-español nacido en Cuba e hijo de emigrantes canarios.

## Trayectoria
Al poco de nacer, la familia de Arencibia regresó a Canarias, y allí, en Tenerife y más concretamente en La Laguna comienza a jugar al fútbol. Jugó en el Real Hespérides con tan sólo quince años.
En 1930 se incorpora al Club Deportivo Tenerife, donde destaca sobremanera, siendo fichado en 1935 por el Atlético de Madrid (entonces Athletic de Madrid), club en el que seguirá enrolado tras la Guerra Civil hasta completar un total de nueve temporadas.
En el Atlético gana dos títulos de Liga y una Copa Eva Duarte.
Su última temporada como jugador la disputa en el Granada CF, en Segunda División.
Tras "colgar las botas" tiene una breve incursión en los banquillos, siendo el primer entrenador de la historia de la Unión Deportiva Las Palmas y pasando luego al Club Deportivo Tenerife, donde incluso vuelve a jugar algún partido. Finalmente abandona el fútbol, trabajando hasta su jubilación como empleado de Aviación Civil en el Aeropuerto de Gran Canaria.

### Selección nacional
Arencibia fue internacional en una ocasión. Fue el 12 de abril de 1942, en el Estadio Olímpico de Berlín, en un partido amistoso disputado en plena Guerra Mundial por las selecciones de Alemania y España que acabó con empate a uno.

## Palmarés
- 2 Ligas de España: Atlético de Madrid, 1939/40 y 1940/41.
- 1 Copa de Campeones de España: Atlético de Madrid, 1940.
- 1 Copa Presidente Federación Española de Fútbol: Atlético de Madrid, 1947.
- 1 Copa Presidente Federación Castellana de Fútbol: Atlético de Madrid, 1941.